# فیصل الشعلان
فیصل الشعلان (عربی: الأمير فيصل الشعلان؛ زادهٔ ۱ ژانویهٔ ۱۹۸۷) سوارکار اهل عربستان سعودی است.